# Cauchy (Mondkrater)
Cauchy ist ein relativ kleiner, schüsselförmiger Einschlagkrater auf der Mondvorderseite in der Ebene des Mare Tranquillitatis, westlich des Kraters Da Vinci (Mondkrater) und östlich von Sinas.
Nördlich von ihm verläuft die Mondrille Rima Cauchy, südlich der Höhenrücken Rupes Cauchy.
| Buchstabe | Position           | Durchmesser | Link |
| --------- | ------------------ | ----------- | ---- |
| A         | 12,06° N, 37,87° O | 8 km        |      |
| B         | 9,7° N, 35,83° O   | 5 km        |      |
| C         | 8,15° N, 38,85° O  | 4 km        |      |
| D         | 10,01° N, 40,29° O | 9 km        |      |
| E         | 8,83° N, 38,56° O  | 3 km        |      |
| F         | 9,55° N, 36,8° O   | 3 km        |      |
| M         | 7,61° N, 35,04° O  | 3 km        |      |
| U         | 8,79° N, 42,28° O  | 5 km        |      |
| V         | 8,95° N, 41,44° O  | 4 km        |      |
| W         | 10,55° N, 41,67° O | 4 km        |      |

Der Krater wurde 1935 von der IAU nach dem französischen Mathematiker Augustin-Louis Cauchy offiziell benannt.